# Atokoligbé
Atokoligbé è un arrondissement del Benin situato nella città di Bantè (dipartimento delle Colline) con 10.718 abitanti (dato 2006).